# Lutz Ullrich
Lutz Ullrich (* 1969 in Frankfurt am Main) ist ein deutscher Jurist und Autor von Kriminalromanen.
Ullrich war in den 1990er Jahren Sprecher der Jusos in Frankfurt am Main. Seit 2000 ist er Rechtsanwalt mit Schwerpunkt Zivilrecht in Frankfurt. Als Nachrücker wurde er nach der Kommunalwahl 2016 Stadtverordneter in Schwalbach. Er ist verheiratet und hat zwei Kinder.
Sein Debütroman Der Kandidat erschien 2009 im Röschen-Verlag. Ullrichs Krimis sind eine Mischung aus Fiktion, Realität und Lokalkolorit.
2016 erschien der Roman "Wie aus Herbert Willy wurde". Ein Roman über die Jugendjahre Willy Brandts. Mit einem Vorwort von Peter Feldmann.

## Werke
- Der Kandidat. Verlags-Haus Monsenstein und Vannerdat, Münster 2009 ISBN 978-3-86582-845-3; Röschen-Verlag, Frankfurt am Main 2009 ISBN 978-3-940908-02-5
- Tod in der Sauna. Röschen-Verlag, Frankfurt am Main 2010, ISBN 978-3-940908-07-0
- Tödliche Verstrickung. Röschen-Verlag, Frankfurt am Main 2011, ISBN 978-3-940908-12-4
- Stadt ohne Seele. Röschen-Verlag, Frankfurt am Main 2012, ISBN 978-3940908179
- Mord am Niddaufer. Röschen-Verlag, Frankfurt am Main 2013, ISBN 978-3-940908-20-9
- Das Erbe des Apfelweinkönigs. Röschen-Verlag, Frankfurt am Main 2014, ISBN 978-3-940908-22-3
- Kristallstöffche, LASP-Verlag, Frankfurt 2015, ISBN 978-3-946247-01-2
- Wie aus Herbert Willy wurde, LASP-Verlag, Frankfurt 2016, ISBN 978-3-946247-05-0
- Klaa Pariser Blut, LASP-Verlag, Frankfurt 2017, ISBN 978-3-946247-20-3
- Citymord, LASP-Verlag, Frankfurt 2018, ISBN 978-3-946247-24-1
- Tod am Hühnermarkt, LASP-Verlag, Frankfurt 2021, ISBN 978-3-946247-26-5
- Mord an der Alten Oper, LASP-Verlag, Frankfurt 2022, ISBN 978-3946247289